# Héctor Carré Menéndez
Héctor Carré Menéndez (La Corunya, 1960) és un director de cinema i escriptor gallec.

## Biografia
Va deixar els seus estudis d'arquitectura i el 1981 es va traslladar a Madrid, on va obtenir el títol de director de fotografia al Taller de Artes Imaginarias. Va treballar al món del cinema com a ajudant de direcció de Terry Gillian, Mario Camus i Pedro Olea. Va fer els curtmetratges La suerte cambia i Angelitos, documentals i videoclips (Un ejemplar de primavera pel disc de Rosendo, A tientas y barrancas) i publicitat. A televisió coordinà a sèrie Nada es para siempre d'Antena 3. Des de 2001 ha tornat a residir a La Corunya on treballa en publicitat i com a guionista per Televisió.
En 2007 publicà la novel·la Diario do impostor i en 2011 va guanyar el Premi Fundación Nova Caixa Galicia amb la novel·la Febre.

## Filmografia
- A sorte cambia, 1991.
- Coitadiños, 1992.
- Dame lume, 1993, nominada al Goya al millor director novell.[2]
- Dame algo, 1997.
- Emigrantes en terra de emigrantes, 2001.
- A Promesa, 2003.
- Libro de familia, 2004.
- O neno de barro (2007, coguionista).
- Personal Movie (2012).

## Obres

### Narrativa
- Diario do impostor, 2007, Xerais.
- Hai que matalos a todos, 2015, Xerais.

### Literatura infantil-juvenil
- Febre, 2011, Xerais.

## Premis literaris
- Premio Fervenzas Literarias al millor llibre juvenil de 2011, per Febre.